# 野原佐和子
野原 佐和子（のはら さわこ、1958年1月16日 - ）は、イプシ・マーケティング研究所代表取締役社長。慶應義塾大学大学院特任教授。産業構造審議会委員。
現在、同社社長として、NGN、ユビキタスネットワーク社会、SaaS、動画配信サービス、情報セキュリティ、ケータイビジネス、Webビジネスなど、ITビジネスに関する調査及び戦略コンサルティング事業を展開している。
三重県出身。

## 経歴
三重県立四日市高等学校を経て、1980年、名古屋大学理学部化学科卒業後、三菱油化（現・三菱ケミカル）に勤務。その後、お茶の水女子大学大学院修士課程の在籍を経て、1988年12月生活科学研究所に入社。同所において、生活者の視点でマーケティング、ライフスタイル等を研究した。
1995年、NTTグループのシンクタンク、情報通信総合研究所に移り、ECビジネス開発室長として、ECビジネスのマーケティング戦略とインターネット・マーケティングの調査及びコンサルティングを担当し、1998年 - 同ECビジネス開発室長に就任。
2000年、イプシ・マーケティング研究所を設立。2001年、代表取締役社長就任。2006年 日本電気取締役、NTTドコモモバイル社会研究所理事、経済産業省産業構造審議会委員。
2009年 慶應義塾大学大学院政策・メディア研究科特任教授。2010年 公正取引委員会独占禁止懇話会委員。
2011年 国土交通省交通政策審議会港湾分科会委員。2012年 損害保険ジャパン監査役、内閣IT総合戦略本部員。
2013年 NKSJホールディングス取締役。2014年 日本写真印刷取締役、ゆうちょ銀行取締役、経済産業省産業構造審議会商務流通情報分科会委員。
2015年 産業競争力会議議員、内閣サイバーセキュリティ戦略本部員。2018年 東京ガス監査役。
2019年 第一三共取締役、財務省関税・外国為替等審議会委員。2020年  慶應義塾大学大学院政策・メディア研究科特任教授。
2021年 京浜急行電鉄取締役、東京ガス取締役。2022年 りそなホールディングス取締役。

## 兼務する役職
- 日本電気株式会社 社外取締役（2006/6～2012/6）[9]
- 株式会社NTTドコモ モバイル社会研究所 理事（2006/7～）[9]
- 経済産業省産業構造審議会総会委員（2006～2014）[9]
- 東邦学園短期大学 非常勤講師（2007/7～2008/3）[9]
- 慶應義塾大学大学院政策・メディア研究科特任教授（2009～）[9]
- 公正取引委員会独占禁止懇話会委員（2010～）[9]
- 国土交通省交通政策審議会港湾分科会委員（2011～）[9]
- 公益財団法人KDDI財団理事（2011～）[10]
- 一般財団法人日本情報経済社会推進協会理事（2012～）[10]
- 内閣高度情報通信ネットワーク社会推進戦略本部有識者本部員（2012～2016）[9]
- 損保ジャパン日本興亜株式会社 社外監査役（2012～2013）[9]
- SOMPOホールディングス株式会社 社外取締役（2013～2021）[9]
- 株式会社ゆうちょ銀行 社外取締役（2014～2020）[9]
- NISSHA印刷株式会社 社外取締役（2014～2019）[9]
- 経済産業省産業構造審議会商務流通情報分科会委員（2014～2018）[9]
- 産業競争力会議民間議員（2015～2016）[9]
- 内閣サイバーセキュリティ戦略本部有識者本部員（2015～）[9]
- 東京ガス株式会社 社外監査役（2018～2021）[9]
- 第一三共株式会社 社外取締役（2019～）[9]
- 財務省関税・外国為替等審議会総会委員（2019～）[9]
- 東京ガス株式会社 社外取締役 (2021〜)
- 京浜急行電鉄株式会社 社外取締役 (2021〜)